# Unité urbaine de Noisy-le-Roi
L'unité urbaine de Noisy-le-Roi est une unité urbaine française centrée sur les communes de Noisy-le-Roi et Saint-Nom-la-Bretèche, dans les Yvelines.

## Données générales
En 2010, selon l'Insee, l'unité urbaine était composée de trois communes.
En 2020, à la suite d'un nouveau zonage, elle est composée des trois mêmes communes.
En 2022, avec 16 164 habitants, elle représente la 4e unité urbaine du département des Yvelines et occupe le 19e rang dans la région Île-de-France.

## Composition de l'unité urbaine en 2020
Elle est composée des trois communes suivantes :
| Nom                   | Code Insee | Département | Statut       | Superficie (km2) | Population (dernière pop. légale) | Densité (hab./km2) | Modifier                                    |
| --------------------- | ---------- | ----------- | ------------ | ---------------- | --------------------------------- | ------------------ | ------------------------------------------- |
| Noisy-le-Roi          | 78455      | Yvelines    | ville-centre | 5,43             | 7 597 (2022)                      | 1 399              | modifier les données · modifier les données |
| Saint-Nom-la-Bretèche | 78571      | Yvelines    | ville-centre | 11,74            | 4 877 (2022)                      | 415                | modifier les données · modifier les données |
| Bailly                | 78043      | Yvelines    | banlieue     | 6,53             | 3 690 (2022)                      | 565                | modifier les données · modifier les données |

## Évolution démographique
| 1968  | 1975   | 1982   | 1990   | 1999   | 2008   | 2013   | 2020   |
| ----- | ------ | ------ | ------ | ------ | ------ | ------ | ------ |
| 4 842 | 10 469 | 12 818 | 17 311 | 16 778 | 16 992 | 16 607 | 16 276 |

#### Données générales
- Unité urbaine
- Aire d'attraction d'une ville
- Aire urbaine (France)
- Liste des unités urbaines de France

#### Données démographiques en rapport avec l'unité urbaine de Noisy-le-Roi
- Aire d'attraction de Paris
- Arrondissement de Versailles

#### Données démographiques en rapport avec les Yvelines
- Démographie des Yvelines